# Henri Deshayes
Pour les articles homonymes, voir Deshayes.
Henri Deshayes est un organiste et compositeur français né le 14 janvier 1838 à Paris où il est mort le 24 février 1913.

## Biographie
Henri-Frédéric Deshayes naît en 1838.
Selon un témoin de la fin du XIXe siècle, il est originaire de Rouen. Il passe ensuite cinq années à Londres en tant qu'organiste de la Spanish Place Chapel, avant de s'installer vers 1880 à Paris, où, vraisemblablement, il se perfectionne auprès d'Alexandre Guilmant.
Dans la capitale française, Henri Deshayes devient organiste de l'église Notre-Dame-de-l'Annonciation de Passy et se produit occasionnellement aux grands concerts du Trocadéro,,.
Comme compositeur, il est l'auteur d'une romance dramatique, Catherine, de plusieurs pièces de musique de chambre et de musique sacrée, et de nombreuses pièces pour orgue qui font sa réputation, avec leur « tour mélodique, sobre et clair, accompagné d'une harmonie respectueuses [des] maîtres de l'orgue, [qui] l'ont justement fait apprécier »,. Plus de 50 pièces dédiées à son instrument ont été publiées, entre 1883 et 1897, dont la plupart réparties en 18 numéros d'opus.
Henri Deshayes meurt en 1913,.